# STS-120
إس تي إس-120 (بالإنجليزية: STS-120)‏ الرحلة العشرون بعد المائة ضمن برنامج مكوك الفضاء لوكالة ناسا، والرحلة الرابعة والثلاثون على متن مكوك الفضاء ديسكفري، انطلقت الرحلة في 30 أكتوبر سنة 2007 من مركز كينيدي للفضاء ، وهبطت بتاريخ 7 نوفمبر في مركز كينيدي أيضاً، بعد خمسة عشر يوماً وساعتين مكثتها الرحلة في الفضاء، تم خلال الرحلة الرسو على محطة الفضاء الدولية في المهمة رقم 23 لمكوك أمريكي للمحطة، وتم تجميع وحدة هارموني الذي يعتبر مركز المساعدة في المحطة، بلغ عدد الرواد المشاركين في الرحلة سبعة رواد من بينهم رائد فضاء إيطالي.